# 水色時代
《水色時代》是藪內優所作的漫畫，曾於小學館發行的少女漫畫雜誌《Ciao》上面的連載，除了漫畫以外也有做成電視動畫，由STUDIO COMET製作。水色時代的續作是《新水色時代》、《水色時代 -12歳的季節-》（水色時代 -12歳の季節-）。本作品乃敘述主角青春期的成長故事，有相當寫實的描述，特別是男女之間的問題。

## 劇情
12歲，即不是大人也不是小孩，但說青春還太早，正確而言應該是，從純白的孩童時代，稍微的，染上了一點青春的藍，而這個過度期的顏色，正是...水色，就讓我們一起來看看這個屬于我們的水色時代的故事吧。

## 登場人物
河合優子（かわいゆうこ）
聲優 - 鈴木真仁
本作的女主角。
12月1日生、血液型為O型。
長沼博士（ながぬまひろし）
聲優 - 秋山純
優子的青梅竹馬。本作男主角，因考取私立中學失敗，而跟優子進入同一所公立中學就讀。成績優秀、擅長運動的美少年，足球隊員。
8月22日生、血液型為A型。
高幡多可子（たかはたたかこ）
聲優 - 樋口智恵子
優子的親友。
5月31日生、血液型為B型。
北野深雪（きたのみゆき）
聲優 - 宮島依里
2月18日生、血液型為AB型。
橋本識人
聲優 - 伊勢谷哲哉
博士的友人。
9月13日生、血液型為B型。
久我山夏實
聲優 - 坂本真綾
優子的敵人。

## 動畫
1996年4月4日至1997年2月27日在東京電視台開始撥映。原先預計於9月（全39話）終了，收視率平均為6.8%但是因為獲得廣大迴響、所以又追加8話，最終延長至11月，全47話。

### 主題歌
- OP：『水色時代』（作詞・作曲・編曲：尾崎亞美／歌：米屋純／レーベル：日本古倫美亞）
- 前期ED：『あの頃のように』（作詞・作曲：田邊智沙／編曲： 岩崎元是／歌：鈴木真仁／レーベル：日本古倫美亞）
- 後期ED：『約束はAlright!』（作詞：青柳美奈子／作曲・編曲：岩崎元是／歌：YAG PD／レーベル：日本古倫美亞）

### 各話資料
| 話數 | 標題                                 | 劇本                       | 作畫                                                          | 演出                                                                                     | 作画監督                                                       |
| ---- | ------------------------------------ | -------------------------- | ------------------------------------------------------------- | ---------------------------------------------------------------------------------------- | -------------------------------------------------------------- |
| 1    | 新学期                               | 武上純希                   | 三澤伸                                                        | 三澤伸                                                                                   | 一川孝久                                                       |
| 2    | 友情                                 | 武上純希                   | 石踊宏                                                        | 石踊宏                                                                                   | 大宅幸男                                                       |
| 3    | 林間学校                             | 荒川稔久                   | 葛谷直行                                                      | 栗山美秀                                                                                 | 北條直明                                                       |
| 4    | ソフトボール大会                     | 武上純希                   | 工藤進                                                        | 工藤進                                                                                   | 興村忠美                                                       |
| 5    | すれちがい                           | 吉田玲子                   | 古畑三郎                                                      | 下司泰弘                                                                                 | 金澤比呂司                                                     |
| 6    | お姉ちゃん                           | 荒川稔久                   | 石踊宏                                                        | 石踊宏                                                                                   | 大宅幸男                                                       |
| 7    | クリスマス会                         | 吉田玲子                   | 芝崎素子                                                      | 芝崎素子                                                                                 | 望月謙                                                         |
| 8    | バレンタインデー                     | 吉田玲子                   | 葛谷直行                                                      | 葛谷直行                                                                                 | 興村忠美                                                       |
| 9    | 学年末テスト                         | 荒川稔久                   | 三澤伸                                                        | 三澤伸                                                                                   | 金澤比呂司                                                     |
| 10   | クラス替え                           | 武上純希                   | 工藤進                                                        | 工藤進                                                                                   | 大宅幸男                                                       |
| 11   | タカ子の恋                           | 吉田玲子                   | 葛谷直行                                                      | 下司泰弘                                                                                 | 興村忠美                                                       |
| 12   | 先輩後輩                             | 荒川稔久                   | 石踊宏                                                        | 石踊宏                                                                                   | 金澤比呂司                                                     |
| 13   | ジェラシー                           | 武上純希                   | 葛谷直行                                                      | 葛谷直行                                                                                 | 金澤比呂司 大宅幸男                                            |
| 14   | ダイエット                           | 吉田玲子                   | 工藤進                                                        | 工藤進                                                                                   | 興村忠美                                                       |
| 15   | 夏休み                               | 武上純希                   | 葛谷直行                                                      | 芝崎素子                                                                                 | 望月謙                                                         |
| 16   | 嵐の季節                             | 武上純希                   | 石踊宏                                                        | 下司泰弘                                                                                 | 金沢比呂司                                                     |
| 17   | ふつう                               | 荒川稔久                   | 石踊宏                                                        | 石踊宏                                                                                   | 大宅幸男                                                       |
| 18   | 三角関係                             | 吉田玲子                   | 工藤進                                                        | 工藤進                                                                                   | 興村忠美                                                       |
| 19   | 恋と友情                             | 武上純希                   | 葛谷直行                                                      | 下司泰弘                                                                                 | 金澤比呂司                                                     |
| 20   | 初日の出                             | 吉田玲子                   | 三澤伸                                                        | 三澤伸                                                                                   | 大宅幸男                                                       |
| 21   | 塾                                   | 吉田玲子                   | 櫻井弘明                                                      | 櫻井弘明                                                                                 | 興村忠美                                                       |
| 22   | 恋人同士                             | 荒川稔久                   | 葛谷直行                                                      | 下司泰弘                                                                                 | 金澤比呂司                                                     |
| 23   | 仲たがい                             | 武上純希                   | 石踊宏                                                        | 石踊宏                                                                                   | 大宅幸男                                                       |
| 24   | 修学旅行                             | 吉田玲子                   | 工藤進                                                        | 工藤進                                                                                   | 興村忠美                                                       |
| 25   | おいてけぼり                         | 武上純希                   | 葛谷直行                                                      | 葛谷直行                                                                                 | 金澤比呂司                                                     |
| 26   | カルい山田くん                       | 吉田玲子                   | 桜井弘明                                                      | 桜井弘明                                                                                 | 大宅幸男                                                       |
| 27   | コンクール                           | 荒川稔久                   | 石踊宏                                                        | 石踊宏                                                                                   | 興村忠美                                                       |
| 28   | 笑わない代ばば                       | 吉田玲子                   | 桑原智                                                        | 桑原智                                                                                   | 西田正義                                                       |
| 29   | ラブレター                           | 武上純希                   | 福冨博                                                        | 福冨博                                                                                   | 金澤比呂司                                                     |
| 30   | 夢と現実                             | 荒川稔久                   | 工藤進                                                        | 工藤進                                                                                   | 大宅幸男                                                       |
| 31   | ヒロシの夏                           | 吉田玲子                   | 葛谷直行                                                      | 下司泰弘                                                                                 | 興村忠美                                                       |
| 32   | 文化祭前夜                           | 武上純希                   | 石踊宏                                                        | 石踊宏                                                                                   | 金澤比呂司                                                     |
| 33   | いちばん星                           | 荒川稔久                   | 桜井弘明                                                      | 桜井弘明                                                                                 | 大宅幸男                                                       |
| 34   | 進学問題                             | 武上純希                   | 葛谷直行                                                      | 葛谷直行                                                                                 | 興村忠美                                                       |
| 35   | プレゼント                           | 吉田玲子                   | 工藤進                                                        | 下司泰弘                                                                                 | 金澤比呂司                                                     |
| 36   | 卒業                                 | 吉田玲子                   | 福冨博                                                        | 福冨博                                                                                   | 大宅幸男                                                       |
| 37   | 旅立ちの日                           | 荒川稔久                   | 石踊宏                                                        | 石踊宏                                                                                   | 興村忠美                                                       |
| 38   | あの頃のように                       | 武上純希                   | 工藤進                                                        | 工藤進                                                                                   | 金澤比呂司                                                     |
| 39   | 水色の季節たち（総集編）             | 武上純希 吉田玲子 荒川稔久 | 葛谷直行 工藤進 三沢伸 福冨博 石踊宏 桜井弘明 芝崎素子 桑原智 | 葛谷直行 工藤進 三沢伸 福冨博 石踊宏 桜井弘明 下司泰弘 古畑三郎 栗山美秀 芝崎素子 桑原智 | 一川孝久 金沢比呂司 大宅幸男 興村忠美 北條直明 望月謙 西田正義 |
| 40   | 思い出アルバム1 恋愛未満             | 吉田玲子                   | 葛谷直行                                                      | 葛谷直行                                                                                 | 大宅幸男                                                       |
| 41   | 思い出アルバム2 グローイングアップ   | 武上純希                   | 石踊宏                                                        | 石踊宏                                                                                   | 興村忠美                                                       |
| 42   | 思い出アルバム3 みやうの恋           | 荒川稔久                   | 工藤進                                                        | 工藤進                                                                                   | 金澤比呂司                                                     |
| 43   | 思い出アルバム4 はじめての友達       | 吉田玲子                   | 櫻井弘明                                                      | 葛谷直行                                                                                 | 大宅幸男 金澤比呂司                                            |
| 44   | 思い出アルバム5 お母さんの恋人       | 武上純希                   | 石踊宏                                                        | 石踊宏                                                                                   | 興村忠美                                                       |
| 45   | 思い出アルバム6 ナイショの夏物語     | 吉田玲子                   | 工藤進                                                        | 工藤進                                                                                   | 大宅幸男                                                       |
| 46   | 思い出アルバム7 男達の修学旅行       | 武上純希                   | 福冨博                                                        | 福冨博                                                                                   | 金澤比呂司                                                     |
| 47   | 思い出アルバム8 天使からフォー・ユー | 荒川稔久                   | 石踊宏                                                        | 石踊宏                                                                                   | 金澤比呂司                                                     |

## 外部連結
- （日語）
- Aqua Age Home Page （页面存档备份，存于）（日語）